# Aricidea aberrans
Aricidea aberrans är en ringmaskart som beskrevs av Laubier och Ramos 1974. Aricidea aberrans ingår i släktet Aricidea och familjen Paraonidae. Inga underarter finns listade i Catalogue of Life.